# Lissodema ainunum
Lissodema ainunum es una especie de coleóptero de la familia Salpingidae.

## Distribución geográfica
Habita en Japón.